# RollerCoaster Tycoon 3
Rollercoaster Tycoon 3 – trzecia część serii gier ekonomicznych RollerCoaster Tycoon. Gra została wydana w 2004 roku dla systemów Windows i Macintosh. Producentem gry jest firma Frontier Developments, a wydawcą Atari.

## Opis gry
Rollercoaster Tycoon 3 jest grą strategiczną (ekonomiczną) pozwalającą prowadzić wirtualny park rozrywki. Istnieją dwa tryby gry: tryb kariery oraz otwarty świat – tryb bez ograniczeń i celów. W ramach obu trybów głównymi zadaniami gracza są: budowa kolejek górskich i innych przejażdżek (w tym karuzel, kolejek linowych i kolejeke transportowych), utrzymanie wysokiej formy parku rozrywki poprzez zatrudnianie persolenu sprzątającego, serwisującego i utrzymującego porządek oraz dbanie o estetykę parku poprzez urozmaicanie krajobrazu roślinnością, elementami typu ławki i latarnie, czy elementmi wodnymi (jeziora, wodospady).
W porównaniu do poprzednich edycji gry, Rollercoaster Tycoon 3 oferuje możliwość tworzenia pokazów fajerwerków oraz budowy struktur przestrzennych. Możliwości tworzenia budynków, kolejek i innych elementów gry są w RTC3 bardzo urozmaicone. Uzupełnienie gry wydanymi dodatkami dodatkowo rozszerza zakres możliwych działań i dostępnych elementów gry.
Grę charakteryzuje także możliwość użycia tzw. kamery kolejkowej, pozwalającej na przetestowanie danej kolejki z poziomu wirtualnego gościa. Istnieje też możliwość odwiedzenia parku przez VIP-ów (tylko tryb kariery). Są oni zazwyczaj jednym z celów danego poziomu trybu kariery, co oznacza, że aby otrzymać pozytywną ocenę parku trzeba ich poprawnie obsłużyć. Twórcy wprowadzili do gry także tryb nocny.

## Wydane dodatki do gry
- RollerCoaster Tycoon 3: Wodne Szaleństwa – umożliwia budowanie basenów, atrakcji wodnych (zjeżdżalnie i płynące rzeki) czy tworzenie pokazów zwierząt wodnych, a także wprowadza kilka nowych kategorii scenerii i wiele udogodnień związanych z funkcjonalnością menu.

- RollerCoaster Tycoon 3: Dzikie Jazdy – pozwala na zakładanie zoo w parku rozrywki, w tym budowę ogrodzonych wybiegów dla słoni lub mniejszych klatkek dla małp. Wybudowanie przy wybiegu galerii widokowej umożliwia dodatkowo podziwianie zwierząt przez gości parku (ceny oglądania uwarunkowane rzadkością danego zwierzęcia). Dodatkowo wprowadzono kilka nowych scenerii, pokazy zwierząt i jeden nowy zawód osoby zajmującej się zwierzętami.